# Brule (Wisconsin)
Brule – miasto w Stanach Zjednoczonych, w stanie Wisconsin, w hrabstwie Douglas.